# Wolta (jeździectwo)

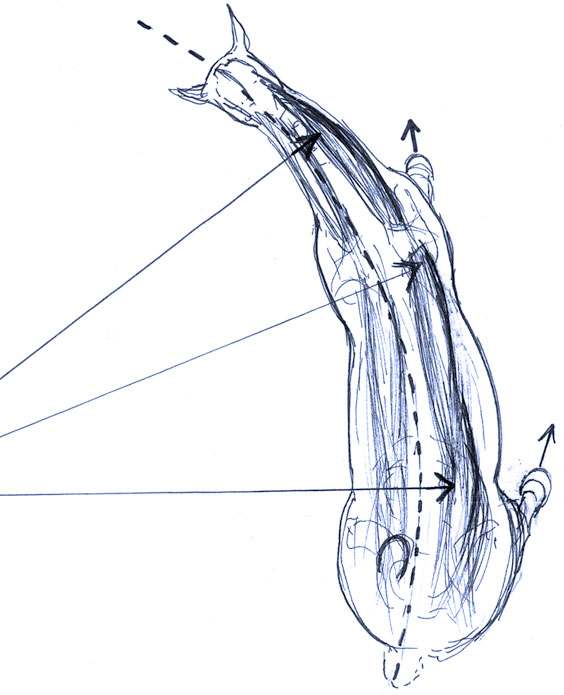
Wygięcie konia na wolcie

Wolta – jeździecka figura ujeżdżeniowa, w trakcie której jeździec siedząc w pełnym siadzie wykonuje wraz z koniem okrąg. Figura ta może być wykonana we wszystkich chodach konia (oprócz cwału). Wolty jako figury ujeżdżeniowe mają średnicę 6, 8 lub 10 metrów; jeśli jest ona większa niż 10 metrów, stosuje się nazwę koło, podając jego średnicę.
Wolty i koła mogą składać się na figurę jeździecką zwaną ósemką. Ósemka polega na wykonaniu dwóch stycznych do siebie wolt lub kół, ze zmianą kierunku jazdy pomiędzy nimi.
Wolty polecane są m.in. do pracy z młodymi i "sztywnymi" końmi, jako że zgięcie boczne wykonywane przy tej figurze nie pozwala koniowi biec zbyt szybko, przez co uspokaja go i pozwala mu się rozluźnić.